# Franz Joseph Dölger
Franz Joseph Dölger (Sulzbach am Main el 18 de octubre de 1879-Schweinfurt 17 de octubre de 1940) fue un sacerdote católico, teólogo y arqueólogo alemán e historiador de la Iglesia. 

## Investigaciones
Se destacó por investigar con seriedad y rigor científicos la relación entre la cultura pagana antigua y el cristianismo, en sus propias palabras «una historia cultural del primitivo cristianismo, con especial atención a sus relaciones con el mundo circundante» obteniendo unos resultados que a día de hoy siguen siendo considerados absolutamente dignos de atención por parte de los expertos en la Historia Antigua.[cita requerida]
Según el Prof. Dr. D.Antonino González Blanco, Dölger entendió su papel histórico de este modo: Mostrar la relación del cristianismo con las culturas antiguas. Pudo llevarlo a término por su ascetismo de vida y rigor científico. Formó numerosos discípulos, a los que enseñó y transmitió unos métodos muy perfeccionados. Él es primer historiador que ha percibido con claridad cómo la cultura pagana ha sido asumida por la cultura cristiana. Esta aportación de Dölger ha sido asumida por los historiadores de la Antigüedad. Lo hizo por medio de la docencia universitaria y la investigación, a través de sus publicaciones y de las iniciativas que él emprendió y continuaron sus discípulos. El Prof. González Blanco cree que la gran aportación de Dölger se resume en esta expresión acuñada por el mismo Dölger: «confrontación y comunicación (Auseinandersetzung) pagano-cristiana».[cita requerida]

## Obras
Dölger publicó varias obras. Entre las que destacan:  
*El sacramento de la confirmación, 1904, (publicada en 1906),
*El exorcismo bautismal en la antigüedad cristiana 1909,
*Sol Salutis (estudio sobre oración y canto en la antigüedad cristiana) 1920 (primera ed.) , 1925 (segunda edición),
*ΙΧθΥΣ, el símbolo del pez en el cristianismo antiguo (varios volúmenes).
Ninguna de ellas ha sido traducida aún al español.[cita requerida]
Su trabajo fue continuado tras su muerte por sus discípulos: alumnos y profesores de la Universidad de Bonn, último lugar de docencia de Dölger, que desarrollaron y llevaron a cabo un ambicioso proyecto que aún a día de hoy continua, en el Franz Joseph Dölger - Institut zur Erforschung der Spätantike con las siguientes publicaciones: Das Reallexikon für Antike und Christentum, Jahrbuch für Antike und Christentum y Theophaneia.